# The Yellow Rose of Texas

The Yellow Rose of Texas est une chanson populaire américaine écrite sur le thème du conscrit amoureux créée au XIXe siècle, dont le style initial s'apparente au genre du minstrel et qui connaît plusieurs versions successives, surtout en ce qui concerne les paroles.

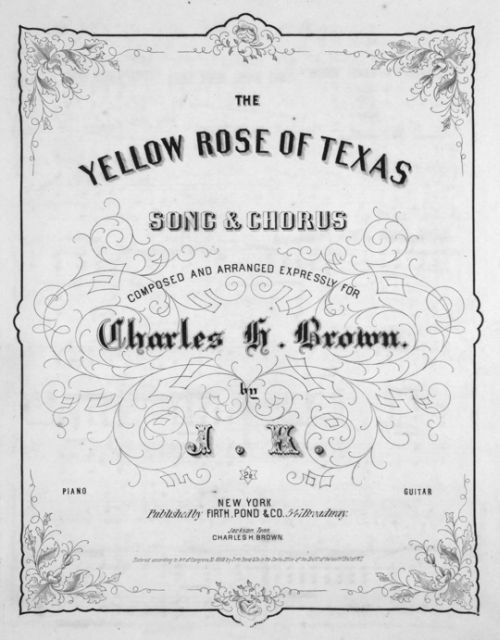
Affiche de la chanson The Yellow Rose of Texas

Publiée en 1853, la chanson connaît d'abord le succès aux États-Unis pendant la période de la guerre de Sécession, puis à nouveau dans les années 1950 sous une version modifiée. Il en existe une version française à succès sous le titre Je vais revoir ma blonde, notamment interprétée par Dario Moreno.

## Histoire

### Origines
La première publication connue de The Yellow Rose of Texas date de 1853. Elle se trouve dans un recueil de chansons intitulé Christy's Plantation Melodies. No. 2 et  publié à Philadelphie par Edwin Pearce Christy (en).
Christy était la fondatrice du spectacle de ménestrels blackface connu sous le nom de Christy’s Minstrels. Comme la plupart des chansons de ménestrels, les paroles sont écrites dans un croisement entre une parodie d’un dialecte créole générique historiquement attribué aux Afro-Américains et l’anglais américain standard. La chanson est écrite à la première personne du point de vue d’un chanteur afro-américain qui se décrit comme un « darkey », désirant revenir à « une fille jaune » (c’est-à-dire une femme à la peau claire ou biraciale née de ancêtres africains / afro-américains et européens-américains).
En 2011, Joan Duffy, archiviste de la bibliothèque de la Yale Divinity School, a découvert des documents indiquant que le compositeur de la chanson aurait pu être John Kelly, un célèbre banjoïste, comédien et compositeur qui a pris le nom de scène « J. K. Campbell » en 1851 à la demande d’un autre artiste de ménestrel.

## Paroles

### Paroles initiales
Les paroles initiales utilisent les termes raciaux crus du lieu et de l'époque. La chanson est écrite à la première personne : un homme noir (a darkey) parle de retrouver sa bien-aimée, une métisse (yellow girl) — d'où le titre.
Dans une version ultérieure, les termes les plus offensants sont modifiés : darkey ( « le nègre » ) devient ainsi soldier ( « le soldat » ).
| There's a yellow girl in Texas That I'm going down to see; No other darkies know her, No darkey, only me; She cried so when I left her That it like to broke my heart, And if I only find her, we never more will part. Refrain : She's the sweetest girl of colour That this darkey ever knew; Her eyes are bright as diamonds, And sparkle like the dew. You may talk about your Dearest Mae, And sing of Rosa Lee, But the yellow Rose of Texas Beats the belles of Tennessee. Where the Rio Grande is flowing, And the starry skies are bright, Oh, she walks along the river In the quiet summer night; And she thinks if I remember When we parted long ago, I promised to come back again, And not to leave her so. (Refrain) Oh, I'm going now to find her, For my heart is full of woe, And we'll sing the songs together That we sang so long ago. We'll play the banjo gaily, And we'll sing our sorrows o'er, And the yellow Rose of Texas Shall be mine forever more. (Refrain) | Il y a une fille mulâtre au Texas Que je m'en vais voir ; Aucun autre nègre ne la connaît, Aucun nègre, seulement moi ; Quand je l'ai quittée, elle a tant pleuré Que cela m'a comme brisé le cœur, Et si seulement je la retrouve, Jamais plus nous ne nous séparerons. Refrain : C'est la fille de couleur la plus douce Que ce nègre [que je suis] ait jamais connue ; Ses yeux brillent comme des diamants, Et scintillent comme la rosée. Tu peux parler de ta très chère Mae, Et chanter les louanges de Rosa Lee, Mais la rose mulâtre du Texas Bat les belles du Tennessee. Là où coule le Rio Grande, Et où les ciels étoilés sont lumineux, Oh, elle marche le long du fleuve En cette calme nuit d'été ; Et elle se demande si je me souviens De quand nous nous sommes séparés, il y a longtemps, Je lui ai promis de revenir, Et de ne pas la laisser ainsi. (Refrain) Oh, je m'en vais maintenant la trouver, Car mon cœur est plein de tristesse, Et nous chanterons ensemble les chansons, Que nous chantions il y a si longtemps. Nous jouerons gaiment du banjo, Et nous chasserons nos chagrins en chantant, Et la rose mulâtre du Texas Sera mienne pour toujours. (Refrain) |

« Dearest Mae » et « Rosa Lee », les seules femmes nommées dans la chanson, sont les titres de deux chansons apparaissant également dans les recueils de chansons de Christy’s Minstrels. Ces chansons ont été publiées plus tôt (1847-48) et sont similaires dans le style. Les deux sont chantés par un homme noir dans un cadre de parade nuptiale avec des paroles similaires à celles trouvées dans « The Yellow Rose of Texas ». La très chère Mae, qui venait du « vieil État de Caroline », a été décrite comme suit: « Ses yeux brillent comme des étoiles, ses lèvres sont rouges comme de la betterave » et « Elle a pleuré quand nous nous sommes séparés ». Rosa Lee vivait dans le Tennessee et avait « des yeux aussi sombres que la nuit d’hiver, des lèvres rouges comme des baies brillantes ».

### Version de 1858
Les paroles de la feuille de chansons de 1858 sont similaires mais pas identiques aux paroles de 1853. Dans la première strophe, J. K. fait référence à une « yellow rose in Texas » au lieu d’une « yellow girl in Texas ». Le refrain de 1853 « She’s the sweetest girl of colour that this darkey ever know » a été changé en « She’s the sweetest rose of color that darkey ever know ». La dernière strophe de la version de 1858 indique « we’ll sing the songs of yore» au lieu de « we’ll sing our sorrows o’er ». Les paroles complètes de la feuille de chansons de 1858 sont les suivantes :
| There's a yellow girl in Texas That I'm going down to see; No other darkies know her, No darkey, only me; She cried so when I left her That it like to broke my heart, And if I only find her, we never more will part. Refrain : She's the sweetest rose of colour That this darkey ever knew; Her eyes are bright as diamonds, And sparkle like the dew. You may talk about your Dearest Mae, And sing of Rosa Lee, But the yellow Rose of Texas Beats the belles of Tennessee. Where the Rio Grande is flowing, And the starry skies are bright, Oh, she walks along the river In the quiet summer night; She thinks if I remember When we parted long ago, I promised to come back again, And not to leave her so. (Refrain) Oh ! I'm going now to find her, For my heart is full of woe, And we'll sing the songs together That we sang so long ago. We'll play the banjo gaily, And we’ll sing the songs of yore, And the yellow Rose of Texas Shall be mine forevermore. (Refrain) | Il y a une rose jaune au Texas Que je m'en vais voir ; Aucun autre nègre ne la connaît, Aucun nègre, seulement moi ; Quand je l'ai quittée, elle a tant pleuré Que cela m'a comme brisé le cœur, Et si seulement je la retrouve, Jamais plus nous ne nous séparerons. Refrain : C'est la plus douce rose de couleur Que ce nègre [que je suis] ait jamais connue ; Ses yeux brillent comme des diamants, Et scintillent comme la rosée. Tu peux parler de ta très chère Mae, Et chanter les louanges de Rosa Lee, Mais la rose mulâtre du Texas Bat les belles du Tennessee. Là où coule le Rio Grande, Et où les ciels étoilés sont lumineux, Oh, elle marche le long du fleuve En cette calme nuit d'été ; Et elle se demande si je me souviens De quand nous nous sommes séparés, il y a longtemps, Je lui ai promis de revenir, Et de ne pas la laisser ainsi. (Refrain) Oh, je m'en vais maintenant la trouver, Car mon cœur est plein de tristesse, Et nous chanterons ensemble les chansons, Que nous chantions il y a si longtemps. Nous jouerons gaiment du banjo, Et nous chasserons nos chagrins en chantant, Et la rose jaune du Texas Sera mienne pour toujours. (Refrain) |

### Version sécessionniste
Au cours de la guerre de Sécession, la brigade du Texas dans l'armée confédérée l'adopte comme l'un de ses hymnes favoris.

Cette chanson est devenue populaire parmi les soldats confédérés de la brigade du Texas pendant la guerre de Sécession; Après avoir pris le commandement de l’armée du Tennessee en juillet 1864, le général John Bell Hood l’introduisit comme un chant de marche. Le couplet final et le refrain ont été légèrement modifiés par les restes de la force de Hood après leur défaite écrasante à la bataille de Nashville.
| And now I'm going southward, for my heart is full of woe I'm going back to Georgia, to find my Uncle Joe You may talk about your Beauregard and sing of Bobby Lee But the gallant Hood of Texas, he played hell in Tennessee | Et maintenant je vais vers le sud, car mon cœur est plein de malheur Je retourne en Géorgie, pour retrouver mon oncle Joe Vous pouvez parler de votre Beauregard et chanter Bobby Lee Mais le vaillant Hood du Texas, il a joué l’enfer dans le Tennessee |

Les paroles modifiées font référence aux célèbres commandants militaires confédérés Joseph Johnston, P.G.T. Beauregard et Robert E. Lee. Les vétérans texans l’ont chanté ouvertement pour se moquer de la mauvaise gestion de leur campagne de Nashville par Hood.

### Version française
Une version française reprenant la mélodie et le thème sur des paroles de Jacques Plante connaît un grand succès au moment de la guerre d'Algérie sous le titre de Je vais revoir ma blonde. Elle est notamment interprétée par Yvette Giraud, Eddie Constantine, Lucien Jeunesse, et Dario Moreno.
La nuit tombait dans la plaine, les feux du régiment

S'instillent par centaines, comme des vers luisants

Tandis que sous les étoiles

Sont croisés les fusils

Dans mon abri de toile

Tous mes rêves me sourient

Je m'en vais revoir ma blonde

Je vais revoir ma mie

Puisqu'on dit à la ronde

Que la guerre est finie

Tous les gars de par le monde

Seront de mon avis

Rien ne vaut une blonde

Pour vous faire aimer la vie

Dans le grenier j'irai pendre

Mes frusques de soldat

Pour mettre sans attendre

Mon bel habit de drap

Et le soir comme naguère

Nous jouerons du banjo

Assis sur la barrière

Du vieux ranch au bord de l'eau

Je m'en vais revoir ma blonde

Qu'au pays j'ai laissée

Lorsque le canon gronde

S'en vont les fiancés

Tous les gars de par le monde

Seront de mon avis

Rien ne vaut une blonde

Pour vous faire aimer la vie

Quand viendront nos fiançailles

Le fifre et le tambour

Qui menaient aux batailles

Conduiront nos amours

Je n'ai pas cherché la gloire

J'ai voulu le bonheur

C'est d'avoir gagné son cœur

Je m'en vais revoir ma blonde

Je vais revoir ma mie

Puisqu'on dit à la ronde

Que la guerre est finie

Tous les gars de par le monde

Seront de mon avis

Rien ne vaut une blonde

Pour vous faire aimer la vie

### Version d'Audrey Landers
En 1986, Audrey Landers sort une version de la chanson avec de nouvelles paroles.
| He was just a rhinestone cowboy, riding into town Talking 'bout the many years he traveled all around But he had the bluest eyes I think that I had ever seen And I knew that I was falling As he said these words to me You're the yellow rose of Texas You're an angel in my eyes And if you give your love to me I'll never say goodbye I would be your Romeo You can be my Juliet You're the finest rose of Texas That I think I've ever met You're the yellow rose of Texas Yellow rose of Texas (Yellow rose of Texas) Yellow rose of Texas So around the world I travel The belle of every ball I wore the finest dresses Yes, I thought we had it all But I knew down deep inside me I was really all alone With everyone so far away I miss my Texas home So I caught the first connection I took the fastest train 'Cause I had to be in Texas Were the people know my name As I came around the corner I could see our little home And I knew that if I never left I'd never be alone I'm the yellow rose of Texas Yellow rose of Texas (Yellow rose of Texas) Yellow rose of Texas He was just a rhinestone cowboy, riding into town Talking 'bout the many years he traveled all around Life is looking smart at him, 'cause now I really know I'm the yellow rose of Texas and Texas is my home I'm the yellow rose of Texas Yellow rose of Texas (Yellow rose of Texas) Yellow rose of Texas (Yellow rose of Texas) Yellow rose of Texas... | C'était juste un cow-boy en strass qui venait en ville. Parlant des nombreuses années qu'il a parcourues Mais il avait les yeux les plus bleus Je crois que j'ai déjà vu Et je savais que je tombais Quand il m'a dit ces mots Tu es la rose jaune du Texas. Tu es un ange à mes yeux. Et si tu me donnes ton amour Je ne dirai jamais au revoir Je serais ton Roméo Tu peux être ma Juliette. Tu es la plus belle rose du Texas. Que je pense avoir déjà rencontré Tu es la rose jaune du Texas. Rose jaune du Texas (Rose jaune du Texas) Rose jaune du Texas Alors je fais le tour du monde La belle de chaque balle Je portais les plus belles robes Oui, je pensais qu'on avait tout. Mais je savais au fond de moi J'étais vraiment toute seule. Avec tout le monde si loin Ma maison au Texas me manque. Alors j'ai attrapé la première connexion J'ai pris le train le plus rapide. Parce que je devais être au Texas Si les gens connaissaient mon nom Quand je suis arrivé au coin de la rue Je pouvais voir notre petite maison Et je savais que si je ne partais jamais Je ne serais jamais seule Je suis la rose jaune du Texas Rose jaune du Texas (Rose jaune du Texas) Rose jaune du Texas C'était juste un cow-boy en strass qui venait en ville. Parlant des nombreuses années qu'il a parcourues La vie lui semble intelligente, parce que maintenant je sais vraiment Je suis la rose jaune du Texas et le Texas est ma maison Je suis la rose jaune du Texas Rose jaune du Texas (Rose jaune du Texas) Rose jaune du Texas (Rose jaune du Texas) Rose jaune du Texas. . . |

## Dans la culture populaire
The Yellow Rose of Texas revient sur la scène musicale dans les années 1950, dans une version réécrite pour Mitch Miller qui en fait un grand succès populaire en 1955,. En 1984, la mélodie est à nouveau reprise avec d'autres paroles pour créer la chanson country The Yellow Rose.
La chanson est considérée par la Western Writers of America comme faisant partie du top 100 Western songs of all time.